# Pstrociny
Pstrociny są to ciemne cząstki okrywy ziarniaka i cząstki pochodzące z rozdrobnienia nieusuniętych zanieczyszczeń, czyli nasion chwastów i nasion ściemniałych np. wskutek chorób. Pstrociny powstają podczas przemiału np. pszenicy. Duża ilość pstrocin wynika z nieprawidłowo przeprowadzonego przemiału  i nieskutecznego czyszczenia ziarna przed przemiałem. Oznaczanie ilości pstrocin jest pomocne przy oznaczaniu popiołu.